# Glyptocarcinus
Glyptocarcinus is een geslacht van kreeftachtigen uit de klasse van de Malacostraca (hogere kreeftachtigen).

## Soorten
- Glyptocarcinus lophopus Takeda, 1973
- Glyptocarcinus politus Ng & D. G. B. Chia, 1994